# Orrskäret
Orrskäret är en ö i Larsmo i Finland. Den ligger i Bottenviken och i kommunen Larsmo i den ekonomiska regionen  Jakobstadsregionen i landskapet Österbotten, i den nordvästra delen av landet. Ön ligger omkring 93 kilometer nordöst om Vasa och omkring 420 kilometer norr om Helsingfors.
Öns area är 2,07 kvadratkilometer och dess största längd är 3 kilometer i nord-sydlig riktning. På ön finns ett monument till minne av vapensmugglingsfartyget S/S John Grafton som sänktes utanför ön 1905.
Orrskäret sträcker sig 3,0 kilometer i nord-sydlig riktning, och 1,0 kilometer i öst-västlig riktning.